# Annenorden

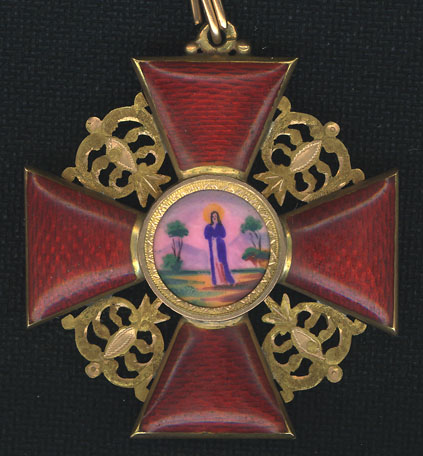
Orden der Heiligen Anna, Kreuz der Ritter II. Klasse (um 1860)

Bandschnalle des Ordens

Der Orden der Heiligen Anna (russisch Орденъ Святой Анны/ Orden Swjatoi Anny) war ursprünglich ein Hausorden und Verdienstorden der Dynastie Holstein-Gottorf, der in das russische Ordenssystem einverleibt wurde. Seit der Oktoberrevolution wurden der Orden und das Ehrenzeichen nicht mehr verliehen.

## Der holsteinische Orden
Der Orden wurde am 14. Februar 1735 von Herzog Karl Friedrich von Holstein-Gottorf zu Kiel gestiftet. Der Orden war als Andenken an die verstorbene Zaritza Anna gedacht und zu Ehren seiner eigenen Gemahlin Anna Petrowna, Tochter Peters I., gegründet. Ursprünglich hatte der Orden nur eine Klasse und durfte höchstens 15 Mitglieder haben. Die Ordensdevise war „Amantibus Iustitiam, Pietatem, Fidem“ (etwa: Denen, die Gerechtigkeit, Frömmigkeit und Glauben lieben).
1739 wurde Karl Peter Ulrich Herzog von Holstein-Gottorf und Großmeister des Annenordens. Seine Tante, die kinderlose Elisabeth von Russland, ernannte ihn 1743 zum Thronfolger, so dass der Großmeister des Annenordens nach Russland übersiedelte, während der Orden holsteinisch verblieb. Während der Regierung des minderjährigen Herzogs Paul wurde er in nicht unbedeutenden Mengen verliehen.

## Der russische Orden

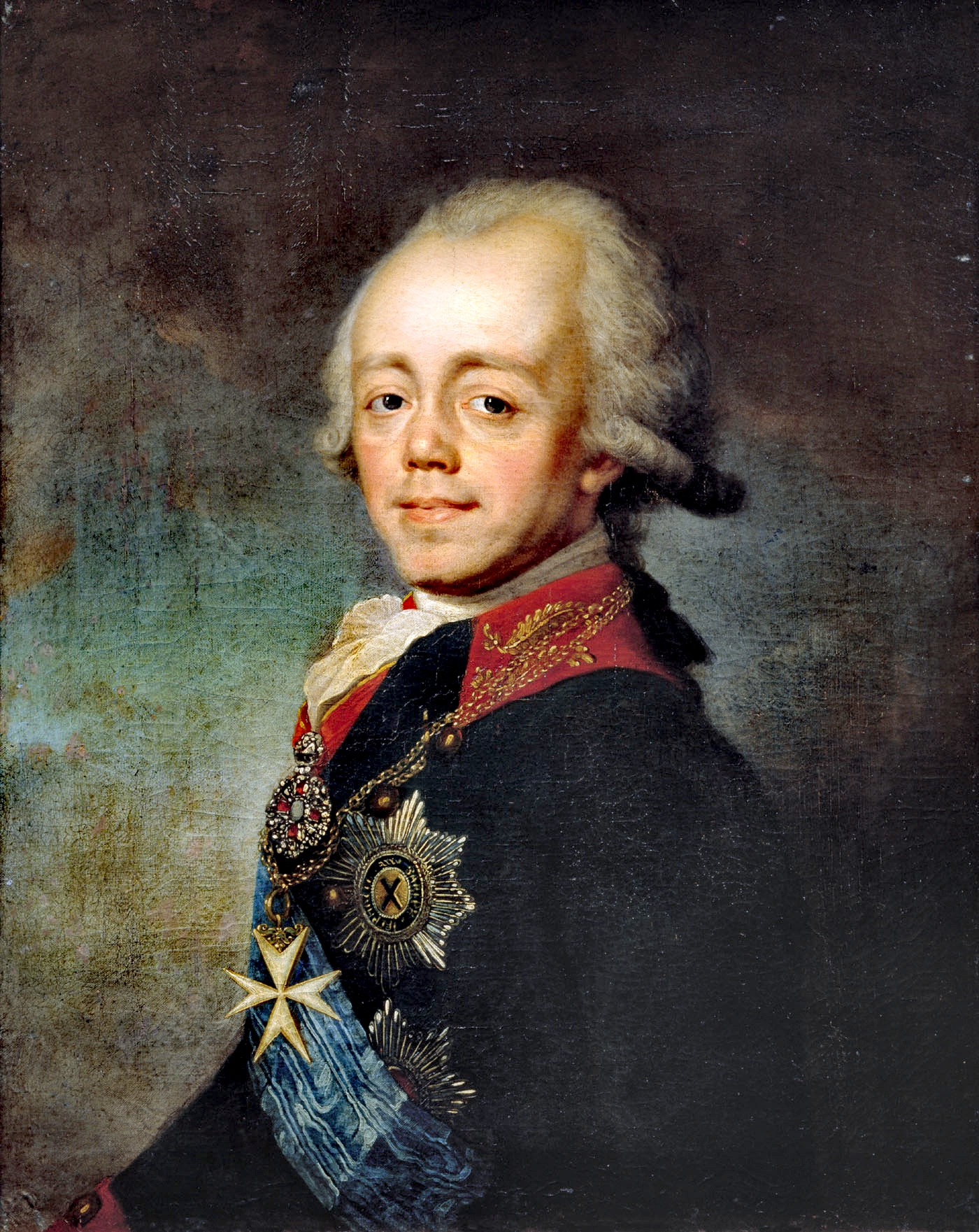
Paul I. trägt die Insignien des Andreasordens (blaues Schulterband und Bruststern), des Annenordens (Halsdekoration, der Bruststern ist vom blauen Band verdeckt) und des Malteserordens (Malteserkreuz an der Kette).

1797 wurde der Großmeister des Annenorden als Paul I. russischer Kaiser. Er wandelte ihn in einen dreiklassigen Verdienstorden des russischen Kaiserreichs um. Er wurde zur Voraussetzung für den Orden des Heiligen Andreas des Erstberufenen. Die bisher einzige Klasse (Ritter) wurde zum Ritter I. Klasse, das Kreuz der neuen II. Klasse wurde am Hals („Anna am Hals“), das Abzeichen der III. Klasse wurde am Knauf des Degens oder Säbels getragen („Annenschwert“). Gleichzeitig stiftete Paul I. das „Ehrenzeichen der Heiligen Anna“ („Знакъ отличия св. Анны“), die für Unteroffiziere und Soldaten für 20 Jahre Dienst vorgesehen war. Während der Regierung Pauls I. wurde der Annenorden anstatt der ruhenden Georgs- und Wladimirordens verliehen.
Kaiser Alexander I. wandelte die III. Klasse 1815 in die IV. Klasse um und stiftete eine neue III. Klasse als Brustdekoration.

## Insignien

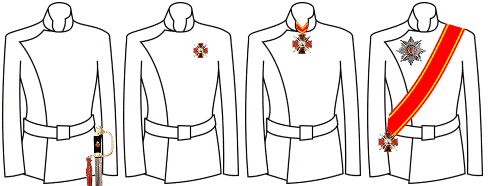
Trageweise

Das Insigne des Annenordens war ein goldenes griechisches Kreuz mit rotem Glas belegten Kreuzarmen und goldener Einfassung. 1815 bekam es die Form eines Tatzenkreuzes, 1828 wurde das Glas durch rotes Email ersetzt. Im Mittelschilde des Averses befand sich das in Emaillemalerei ausgeführtes Bild der Heiligen Anna mit einem Kreuz in der Hand, im Revers zeigte das Mittenmedaillon die verschlungene Namenschiffre der Heiligen. Aus den Winkeln des Ordenskreuzes gingen goldene Flammen hervor. Der Orden konnte ab 1828 mit Krone verliehen werden (nur I. und II. Klasse); es war eine emaillierte Zarenkrone, die über dem Kreuz hing. Das Ehrenzeichen war eine kleine vergoldete Medaille mit dem Ordenskreuz in ihrer Mitte und der Verleihungsnummer im Revers.
1874 wurde die Auszeichnung mit Krone abgeschafft und gleichzeitig die mit Schwertern eingeführt. Die goldenen Schwerter waren den Flammen in den Kreuzwinkeln unterlegt. Der Annenorden I. und II. Klasse konnte auch mit Brillanten verliehen werden. Nichtchristen bekamen den Orden mit dem Zarenadler statt der Heiligenfigur im Mittenmedaillon des Kreuzes. Das Ordensband war rot mit beiderseitigen einfachen gelben Streifen. Das Kreuz der I. Klasse wurde an einer Schärpe von der linken Schulter zur rechten Hüfte, der Bruststern auf der rechten Brust getragen. Das Kreuz der II. Klasse wurde am Ordensband um den Hals, das der III. Klasse an der linken Brust getragen. Die IV. Klasse war ein reiner Kriegsverdienstorden und wurde nur als Miniatur am Degenknauf getragen.
Der silberne Bruststern des Ordens war achtstrahlig, im Mittenmedaillon hatte er das Ordenskreuz, das von einem Band mit den Initialen
A.I.P.F.
der ursprünglichen Ordensdevise, nun umgedeutet in „Anna Imperatoris Petri Filia“ (Anna, Tochter Kaiser Peters) umgeben war. Bei Dekorationen mit Krone saß sie über dem Mittenmedaillon, bei denen mit Schwertern waren die gekreuzten Schwerter dem Mittenmedaillon unterlegt.

## Galerie

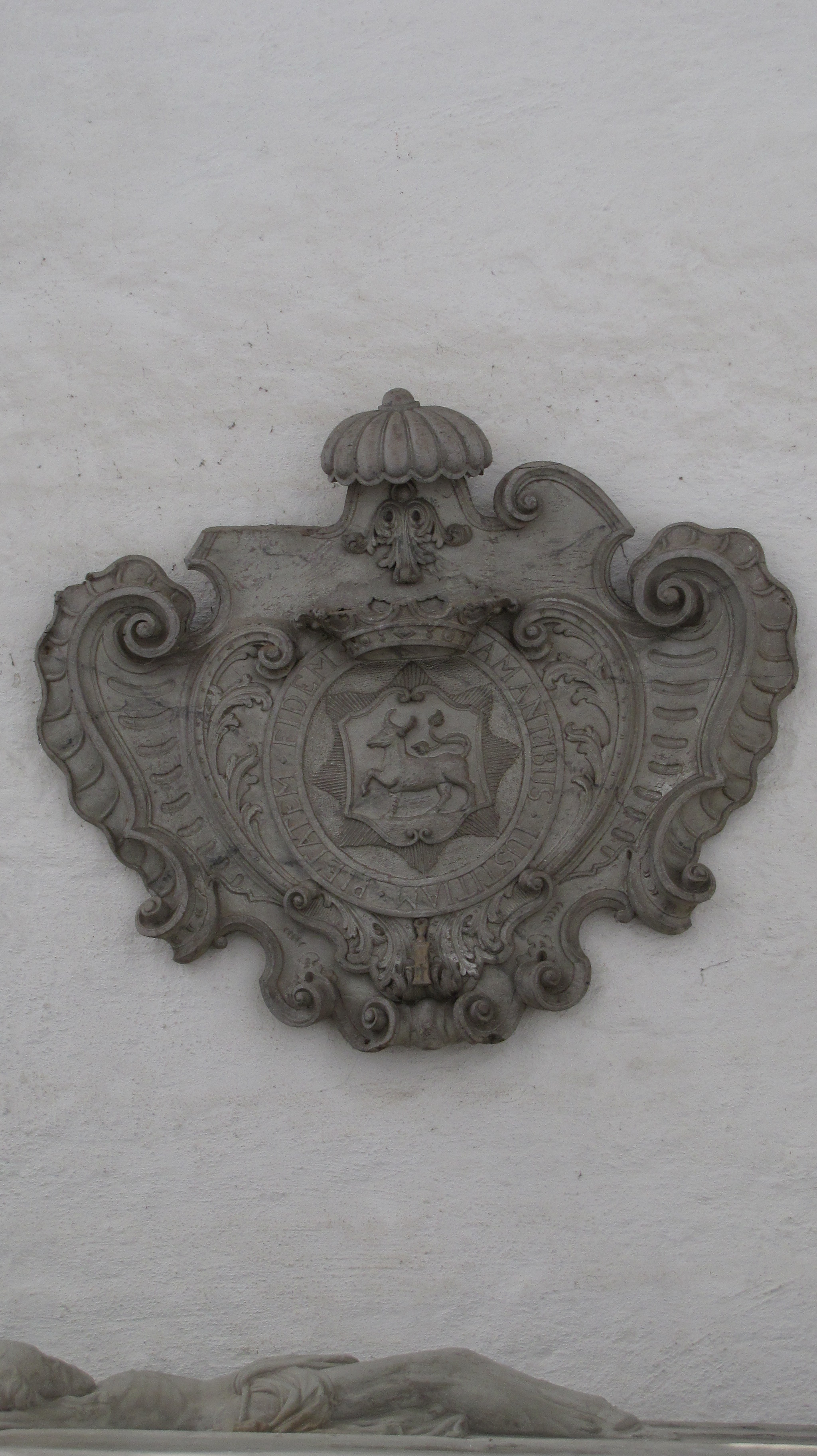
Wappen von Jakob Levin von Plessen im Lübecker Dom auf dem Stern des Annenordens, umgeben von der Ordensdevise
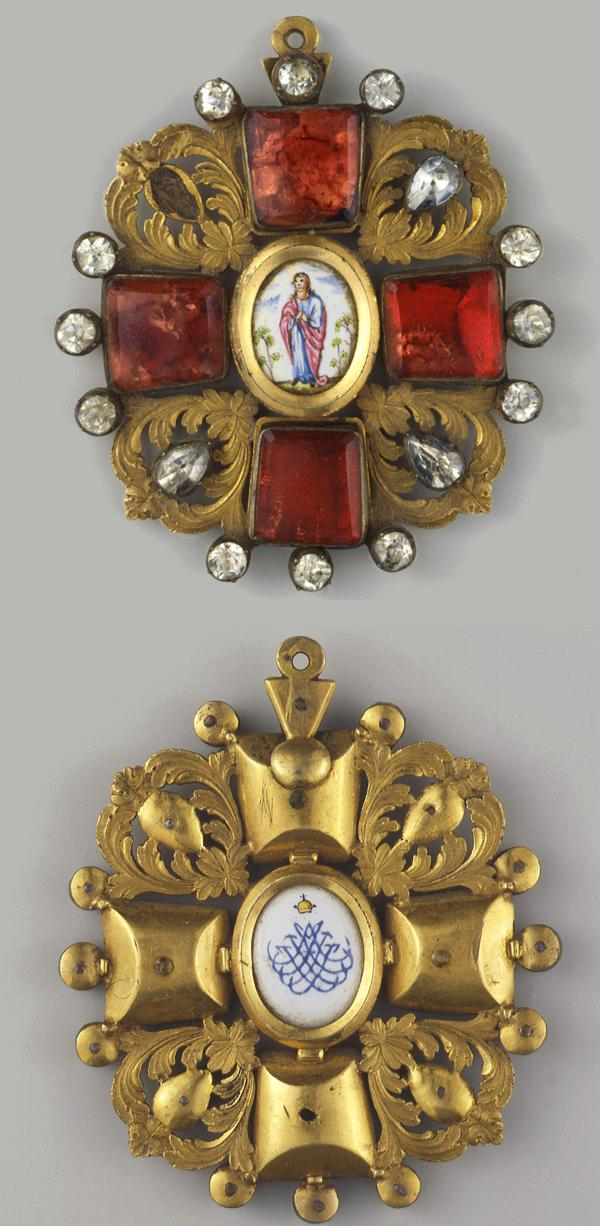
Avers und Revers des Ordenskreuzes bis 1815
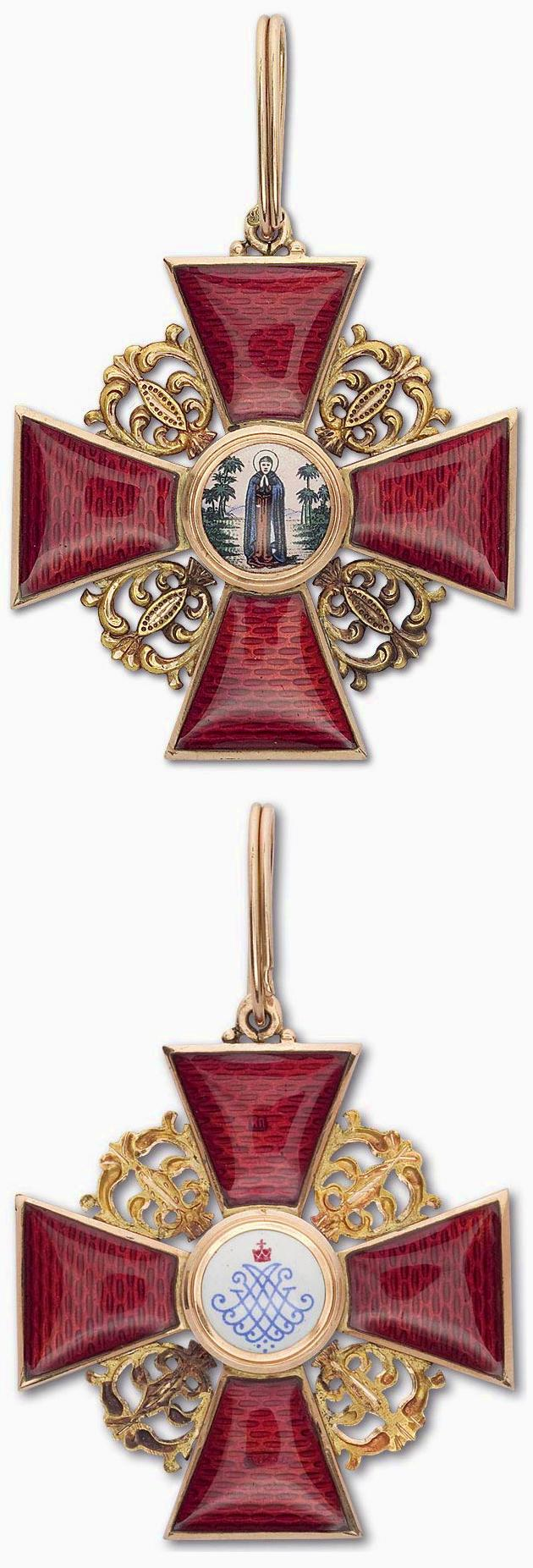
Kreuz der Ritter I. Klasse nach 1815
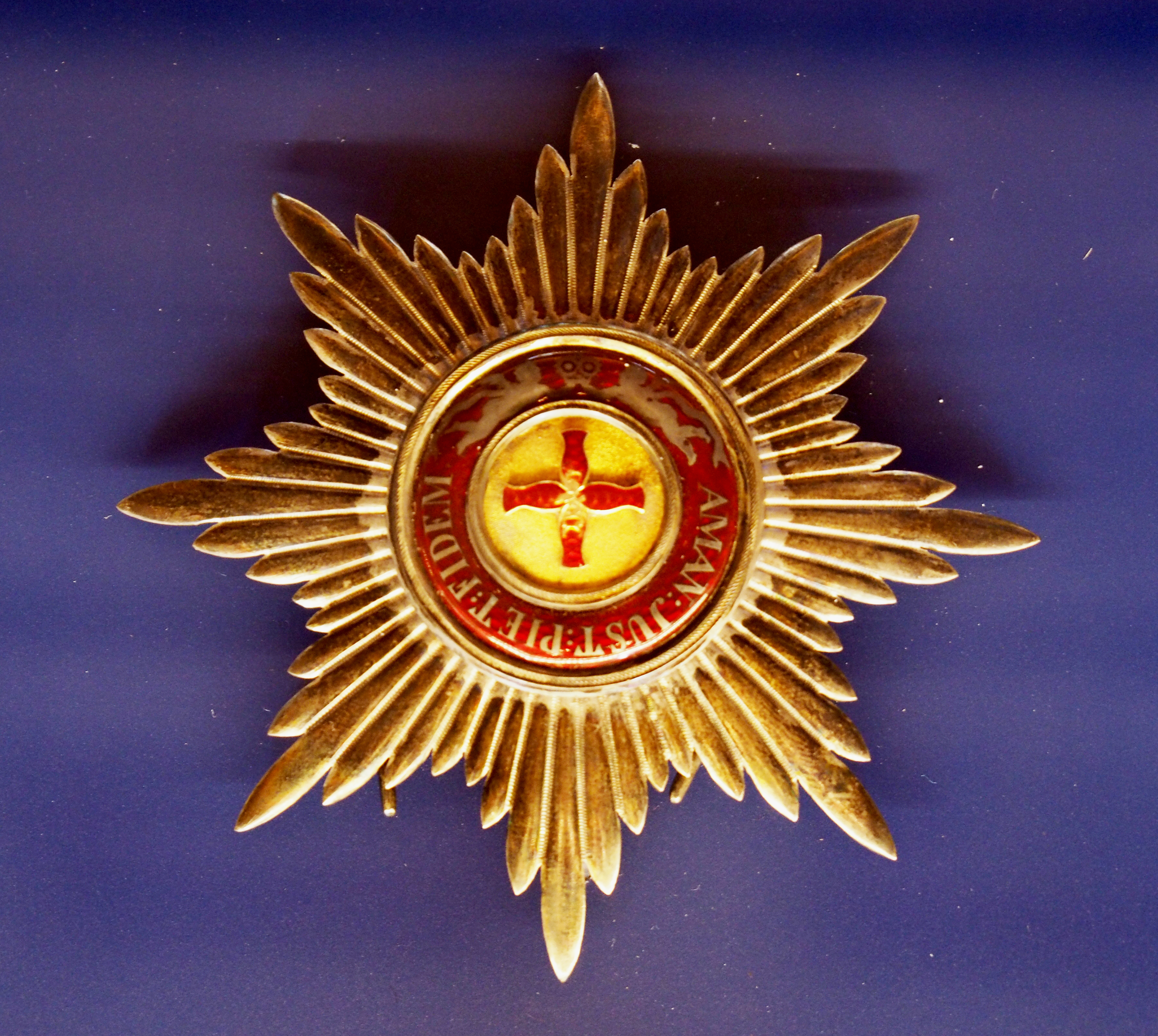
Bruststern zum Ritterkreuz I. Klasse, 1808 von Zar Alexander I. an Goethe verliehen
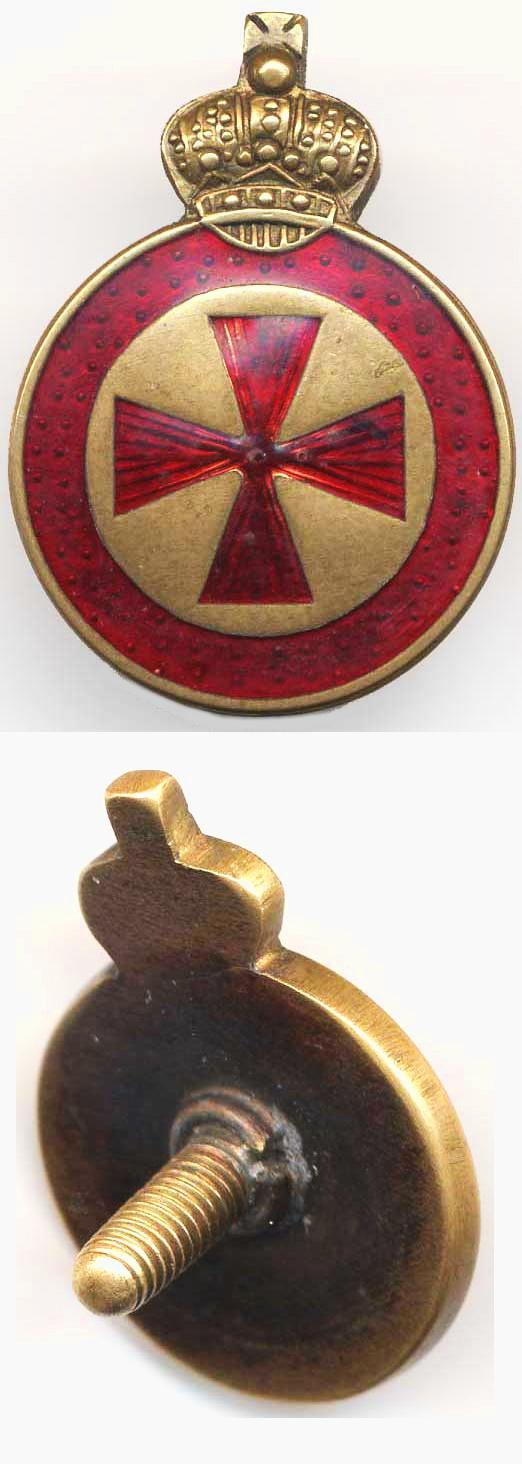
Schwertdekoration der Ritter IV. Klasse
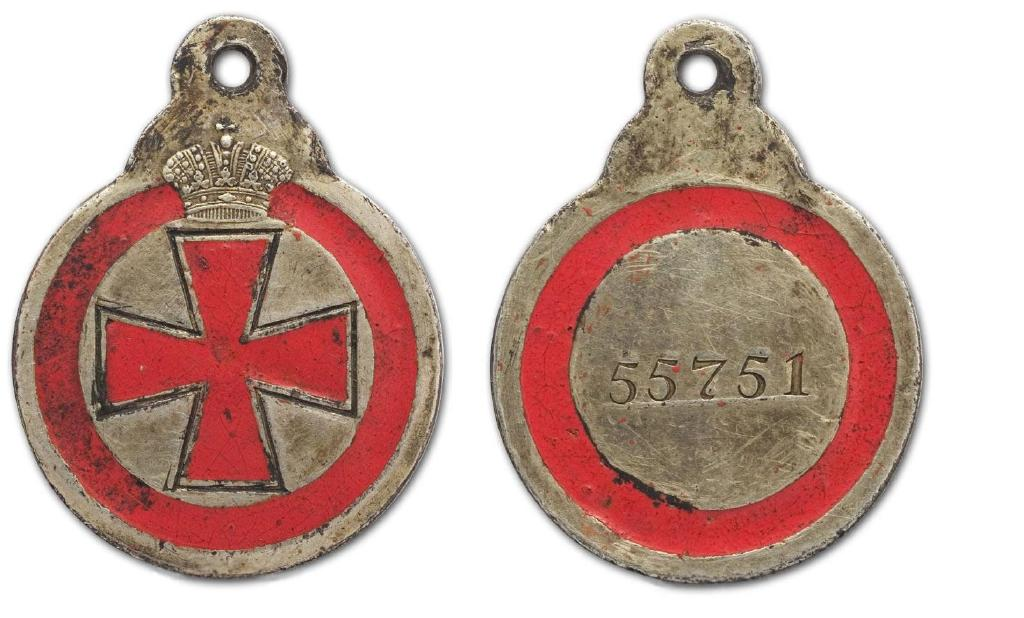
Ehrenzeichen
Einband (38,8 × 22,7 cm) der gedruckten Statuten des Annenordens, Exemplar zur 1840 verliehenen I. Klasse für Reinhard von Dalwigk